# Tap, rack, bang
Tap, rack, bang (TRB) (conocido como tap, rack, and go (TRG) en otros países) es la jerga utilizada para la respuesta a un fallo al disparar en un arma de fuego con cargador extraíble. Esto se designa como una «acción inmediata» y no implica ninguna investigación de la causa (debido a estar bajo fuego en una situación de combate o defensiva), pero es eficaz para fallos de disparo comunes, como cargadores de munición defectuosos o mal colocados.
1. Tap: Consiste en tocar el cargador para garantizar que está correctamente insertado por completo en el arma, para que se alimente correctamente. Generalmente en los cursos de armas de fuego tácticas, el «tap» consiste en aplicar presión sobre la base del cargador para fijarlo en su lugar. No implica «golpear» el cargador, ya que esto puede dañar irreversiblemente las piezas del mismo.[4]
2. Rack: Consiste en tirar enérgicamente hacia atrás y luego soltar rápidamente la corredera para montar el arma.[5] Esta acción expulsará por la ventana de extracción una bala fallida, la cual podría ser una posible causa de la interrupción y guardará la siguiente bala.
3. Bang/Go: Consiste en apuntar y disparar el arma de fuego nuevamente.[5] Si el arma vuelve a no disparar o no logra expulsar la bala fallida, puede indicar un problema más grave que requiere mantenimiento. Por ejemplo, si el percutor golpea demasiado flojo el cebador de un cartucho, puede indicar desgaste del resorte o del percutor.

Algunas fallos, como un «encasquillado», requieren un mantenimiento más complicado que requiere una investigación del problema subyacente o medidas correctivas. En el caso de problemas como una proyectil con poca fuerza o un disparo retardado, no se debe utilizar el procedimiento de «TRB».